# Lara Wendel
Lara Wendel (nascida Daniela Rachele Barnes; Munique, 29 de março de 1965) é uma atriz aposentada teuto-italiana, ativa no cinema e na televisão entre 1972 e 1993. Seu pai era o jogador de futebol americano e ator Walt Barnes.

## Vida e carreira
Wendel é filha da atriz alemã Britta Wendel e do jogador de futebol americano e ator de cinema Walt Barnes. Ela fez sua estreia com apenas quatro anos de idade como modelo para anúncios e, aos sete anos, estreou no cinema no filme giallo de Tonino Valerii, Mio Caro Assassino (1972).  Ela também apareceu como a filha de Mario Adorf, Rita, em La Mala Ordina (1972), dirigido por Fernando Di Leo, e como a jovem Silvia em Il Profumo della Signora in Nero (1974), dirigido por Francesco Barilli. 
Wendel teve seu primeiro papel principal aos 12 anos no controverso drama erótico Maladolescenza (1977), que envolvia nudez e sexo simulado entre pré-adolescentes. Mais tarde, ela apareceu em outros filmes controversos, caracterizados por tramas envolvendo incesto e relações impróprias entre adultos e adolescentes, como La Petite Fille en Velours Bleu (A menina de veludo azul, 1978), Mimi (1979) e Desideria: la vita interiore  [ it ] (1980).
Na década de 1980, Wendel atuou principalmente em filmes de terror, trabalhando com Dario Argento (Tenebrae, 1982), Lamberto Bava (Morirai a Mezzanotte, 1986), Joe D'Amato (Killing Birds, 1988) e Umberto Lenzi (Ghosthouse, 1988), entre outros. Ela também participou de vários filmes de arte, incluindo Identificazione di una donna (1982), de Michelangelo Antonioni, e Intervista (1987), de Federico Fellini. Ela também apareceu na televisão, principalmente no papel principal da segunda temporada da série de televisão La piovra. Seu último filme foi o drama erótico de Mauro Bolognini, La villa del venerdì (1991), e ela se aposentou com apenas 26 anos.

## Filmografia
| Ano  | Título                                                       | Papel                        | Notas                  |
| ---- | ------------------------------------------------------------ | ---------------------------- | ---------------------- |
| 1972 | My Dear Killer                                               | Stefania Moroni              |                        |
| 1972 | The Italian Connection (Manhunt)                             | Rita Canali                  | Não creditado          |
| 1972 | The Assassin of Rome                                         | Bambina tedesca              | Não creditado          |
| 1973 | Redneck                                                      | German Girl                  |                        |
| 1974 | The Perfume of the Lady in Black                             | Young Silvia                 |                        |
| 1977 | Maladolescenza                                               | Laura                        |                        |
| 1978 | La petite fille en velours bleu (Little Girl in Blue Velvet) | Laura / Francesca's daughter |                        |
| 1979 | Ernesto                                                      | Ilio / Rachele               | (EUA: Emilio / Rachel) |
| 1979 | Mimi                                                         | Mimmina                      |                        |
| 1979 | Ring of Darkness [ it ] (Satan's Wife)                       | Daria Rhodes                 |                        |
| 1980 | Desideria: la vita interiore [ it ]                          | Desideria II                 |                        |
| 1981 | The Hawk and the Dove [ it ]                                 | Viva Montero                 |                        |
| 1982 | Identification of a Woman                                    | Girl in swimming pool        |                        |
| 1982 | Tenebrae                                                     | Maria Alboretto              |                        |
| 1983 | Vai alla grande [ it ]                                       | Karen                        |                        |
| 1985 | Fatto su misura                                              | Lisa                         |                        |
| 1985 | A me mi piace [ it ]                                         | Michela                      |                        |
| 1986 | Midnight Killer                                              | Carol Terzi                  |                        |
| 1987 | Intervista                                                   | Bride                        |                        |
| 1985 | Un'australiana a Roma [ it ]                                 | Susan                        |                        |
| 1988 | Killing Birds                                                | Anne                         |                        |
| 1988 | Ghosthouse                                                   | Martha                       |                        |
| 1989 | The Red Monks                                                | Ramona Icardi                |                        |
| 1991 | La villa del venerdì (Husband and Lovers)                    | Louisa                       |                        |